# Novalena idahoana
Novalena idahoana là một loài nhện trong họ Agelenidae.
Loài này thuộc chi Novalena. Novalena idahoana được Willis J. Gertsch miêu tả năm 1934.